# Juan José Muñante
Juan José Muñante López (Pisco, 12 juin 1948 – Miami, 23 avril 2019) est un footballeur international péruvien qui évoluait au poste de milieu de terrain.

## Biographie

### Carrière en club
Juan José Muñante joue principalement en faveur de l'Universitario de Deportes et du Pumas UNAM.
Il inscrit 20 buts en première division mexicaine. Il remporte au cours de sa carrière deux titres de champion du Pérou, et un titre de champion du Mexique. Il gagne également une Coupe des champions de la CONCACAF.
Il dispute un total de 20 matchs en Copa Libertadores. Il atteint la finale de cette compétition en 1972 avec l'Universitario de Deportes, en étant battu par le CA Independiente.

### Carrière en équipe nationale
Muñante reçoit 48 sélections en équipe du Pérou, inscrivant six buts, entre le 28 juillet 1967, et le 21 juin 1978.
Il figure dans le groupe des sélectionnés lors de la Coupe du monde de 1978. Lors du mondial organisé en Argentine, il prend part aux six matchs disputés par son équipe. Il joue ainsi contre l'Écosse, les Pays-Bas, l'Iran, le Brésil, la Pologne, et l'Argentine.
Il joue également sept matchs rentrant dans le cadre des tours préliminaires des coupes du monde, inscrivant un but.

### Décès
Installé aux États-Unis, J. J. Muñante meurt à l'âge de 70 ans à Miami des suites d'un cancer du poumon.

## Palmarès

### Au Pérou
| Sport Boys - Championnat du Pérou : - Vice-champion : 1966. |  | Universitario de Deportes - Championnat du Pérou (2) : - Champion : 1969 et 1971. - Vice-champion : 1970 et 1972. - Copa Libertadores : - Finaliste : 1972. |

### Au Mexique
Pumas UNAM
- Championnat du Mexique (1) :
  - Champion : 1976-77.
  - Vice-champion : 1977-78 et 1978-79.
- Coupe des champions de la CONCACAF (1) :
  - Vainqueur : 1980.